# Anon Pls.
Anon Pls. es una novela del autor seudónimo DeuxMoi y Jessica Goodman. La novela es una obra de autoficción y un recuento de la cuenta de Instagram DeuxMoi de la vida real, que publica chismes de celebridades.

## Trama
El libro es un recuento ficticio de la génesis de DeuxMoi. Cricket Lopez es una asistente de un estilista de celebridades que publica chismes de celebridades en una cuenta anónima de Instagram. Cuando la cuenta experimenta un éxito masivo de la noche a la mañana, se esfuerza por equilibrar las crecientes demandas de la cuenta con su vida laboral.

## Historial de desarrollo
Anon Pls. se desarrolló como parte de un intento más amplio de monetizar la cuenta DeuxMoi. A DeuxMoi se le ocurrió el concepto inicial y se puso en contacto con Jessica Goodman a través de sus respectivos agentes literarios. Si bien Goodman hizo gran parte de la escritura, colaboró regularmente con DeuxMoi para confirmar varios detalles sobre el mundo de las celebridades e incluir referencias a eventos del mundo real.

### Historial de publicación
La novela fue publicada en Estados Unidos el 8 de noviembre de 2022 por William Morrow and Company.

### Explicación del título de la novela
Cuando se envía un chisme a la cuenta de DeuxMoi, los remitentes a menudo solicitan el anonimato diciendo «anon pls» (una abreviación de «anonymous please», «anónimo por favor») o una variación de la frase.

## Recepción
Anon Pls. recibió críticas generalmente positivas tras su lanzamiento. Observer elogió el libro por capturar «cómo la cultura de chismes de celebridades ha sido completamente democratizada por comentaristas de sillón» y comentó que las reflexiones sobre la naturaleza del anonimato en Internet fueron sorprendentemente reflexivas. Susan Macguire de Booklist la comparó positivamente con la novela de 2003 de Lauren Weisberger El diablo viste de Prada. Kirkus Reviews elogió la prosa de los autores y los comparó con otros libros del género de autoficción. Publishers Weekly fue más crítico, describiendo el libro como «evocador aunque decepcionante» y criticando la exposición en todo momento.
El libro fue nombrado uno de los «Libros que amamos» de NPR para 2022.

## Serie de HBO Max
Antes de la publicación de la novela, HBO Max y WBTV adquirieron los derechos para desarrollar Anon Pls. en una serie dramática. Sarah Schechter y Greg Berlanti serán los productores ejecutivos del programa. Fletcher Peters, de The Daily Beast, criticó la adquisición y escribió que si bien no creía que la cuenta de DeuxMoi fuera activamente maliciosa, el intercambio de detalles privados de la cuenta «no es el tipo de comportamiento que debería recompensarse con un libro, ni con un programa de televisión, ni las cataratas de seguidores que ha acumulado en Instagram».